# Donald Dewar

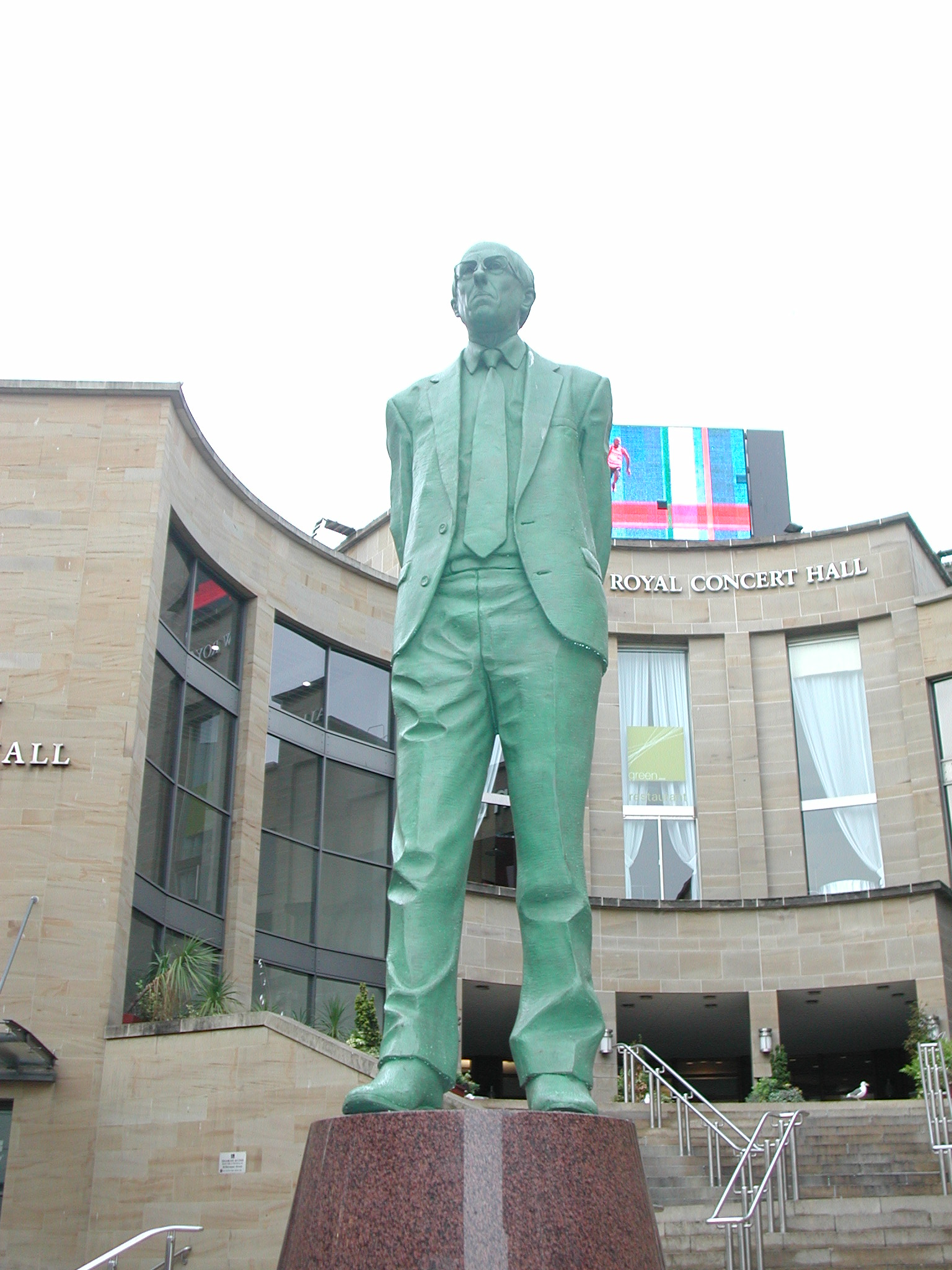
Standbeeld van Donald Dewar in de Buchanan Street te Glasgow

Donald Campbell Dewar (Glasgow, 21 augustus 1937 - Edinburgh, 11 oktober 2000) was een Schots politicus en de eerste minister-president van Schotland (13 mei 1999 - 11 oktober 2000).
Dewar was lid van de Schotse Labourpartij. Hij was in de regering van Tony Blair minister voor Schotland,  en speelde een belangrijke rol bij de invoering van grotere Schotse autonomie  en de instelling van het Schotse parlement.  Hij werd in 1999 de eerste minister-president (first minister) van de regionale regering van Schotland.
Hij overleed onverwacht op 11 oktober 2000 na een ongelukkige val.
Zijn werk voor de invoering van het Schotse Parlement gaf hem de naam van "Vader des Vaderlands". In de Buchanan Street te Glasgow staat een standbeeld ter nagedachtenis aan hem.
Donald Dewar · Henry McLeish · Jack McConnell · Alex Salmond · Nicola Sturgeon . Humza Yousaf . John Swinney
- Gemeinsame Normdatei: 124785247
- International Standard Name Identifier: 0000 0000 4643 1616
- Library of Congress Control Number: n99273734
- SNAC: w65s01tg
- Système universitaire de documentation: 079895824
- Virtual International Authority File: 40321076
- WorldCat: E39PBJycVky4WVPRgy6wqhWVYP